# Снимок Мери Мурмен
Снимок Ме́ри Му́рмен — любительская фотография, сделанная домохозяйкой Мери Энн Мурмен (Mary Ann Moorman, род. 1932) 22 ноября 1963 года на Дили Плаза в Далласе, Техас, в момент покушения на президента США Джона Кеннеди. На фото с близкого расстояния запечатлён президентский автомобиль и раненый Джон Кеннеди в нём. Фото Мурмен дало пищу для конспирологических теорий — утверждается, что на нём виден человек, стреляющий с травяного холма («человек со значком», Badge Man), что снимок ставит под сомнение подлинность фильма Запрудера и т. п.

## Снимок
Снимок чёрно-белый, сделан фотоаппаратом Polaroid Highlander Model 80A с объективом с фокусным расстоянием 100 мм и относительным отверстием 8,8, в горизонтальном положении камеры. Роликовый фотоматериал одноступенного процесса Polaroid Type 30. Размер снимка — 2½ × 3¼ дюйма.
Мери Мурмен стояла у обочины через дорогу от западного конца колоннады, примерно в 2 метрах от проезжей части, почти точно напротив позиции Абрахама Запрудера (см. Фильм Запрудера). Фотография, сделавшая её известной, была последней, пятой по счёту из сделанных в тот день.
На переднем плане фотографии видна задняя часть президентского автомобиля и два следующих за ним мотоциклиста эскорта. Видно, что Джон Кеннеди заваливается влево, Жаклин Кеннеди поддерживает его. На заднем плане — восточный склон травяного холма, часть колоннады, ступени лестницы, ведущей от колоннады к проезжей части, и деревянная изгородь за колоннадой. На парапете колоннады, в правом верхнем углу снимка, видны фигуры А. Запрудера и его секретарши М. Сицман.
Одни источники утверждают, что момент съемки соответствует промежутку между 315-м и 316-м кадрами фильма Запрудера, то есть примерно через 1/6 секунды после попадания пули в голову Кеннеди (само попадание — кадр 313). По другим источникам, снимок сделан, наоборот, за доли секунды до смертельного ранения в голову; президент в момент съёмки ранен только в шею. В итоговом отчете Комитета Палаты представителей по убийствам указано, что снимок сделан «приблизительно в момент, соответствующий 313 кадру фильма Запрудера» (англ. at approxymately the time of Zapruder frame 313).
Мурмен сообщила в интервью, что слышала звук трёх выстрелов, а затем крик Жаклин Кеннеди: «Боже мой, его застрелили!».
Сама Мурмен, в свою очередь, попала на плёнку Запрудера, это женщина в синем пальто и белых брюках с фотоаппаратом у глаз на кадрах с 291 по 314. Также её можно видеть (со спины) в «фильме Мери Мачмор».

## Расследование и «человек со значком»
Мери Мурмен дала показания в департаменте шерифа округа Даллас и в ФБР. Комиссия Уоррена приглашала Мурмен для дачи показаний, но она не смогла явиться из-за травмы; больше комиссия с ней не связывалась, а её снимок комиссия не приобщила к своим материалам и не упомянула в отчёте.
Комитет Палаты представителей по убийствам рассматривал снимок Мурмен в связи с предположениями о втором стрелке, находившемся за изгородью на травяном холме и стрелявшем Кеннеди в голову. Анализ аудиозаписей с Дили Плаза, представленный комитету, показал наличие четырёх акустических импульсов, похожих на выстрелы. Один из них, третий по счету, доносился со стороны травяного холма в момент, соответствующий 312-му кадру фильма Запрудера. На фотографии же, предположительно, над изгородью виден человек (голова и верхняя часть туловища анфас), направляющий оружие в сторону президентской машины. При желании можно даже увидеть вспышку дульного пламени и блестящий значок на груди этого человека. Отсюда родилась гипотеза, что «человек со значком» был в полицейской форме с жетоном на груди, более того, это не кто иной, как Типпит, которого застрелил Освальд вскоре после убийства Кеннеди. В итоговом отчёте Комитета сказано: этот фрагмент снимка настолько мал, изображение на нем настолько нерезко, а сам снимок настолько пострадал от времени, что невозможно определить, есть ли там в действительности изображение человека или это случайное сочетание световых пятен. Комитет оценил значимость снимка Мурмен для расследования как «скорее негативную» («largely negative») и отметил, что если на фото нет изображения человека за изгородью, то это заставляет сомневаться и в достоверности акустического анализа («Nevertheless if the film did not contain images that might be construed to be a figure behind the fence it would be a troubling lack of corroboration for the acoustical analysis»).

## След в культуре
Эпизодическую роль Мери Мурмен в фильме Оливера Стоуна «JFK» (1991) исполнила Sally Vahle.

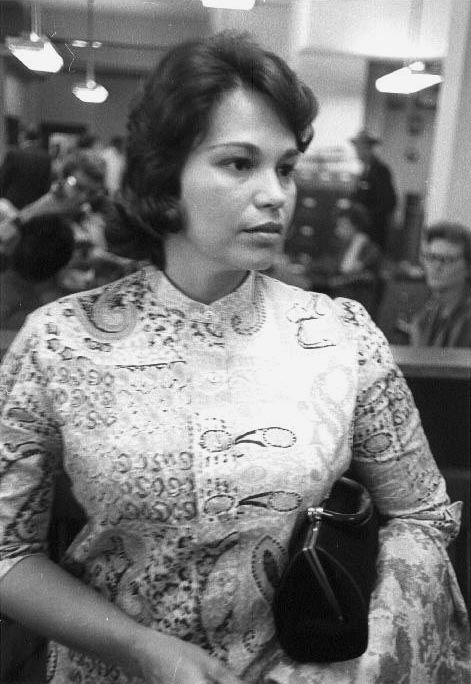
Мери Мурмен в офисе шерифа округа Даллас в день убийства
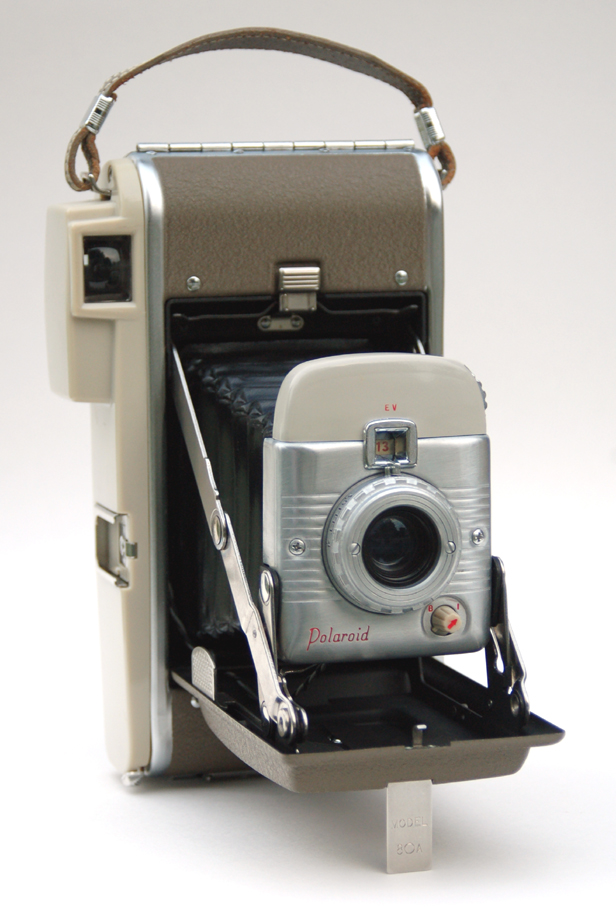
Polaroid Highlander Model 80A — таким же аппаратом снимала Мурмен
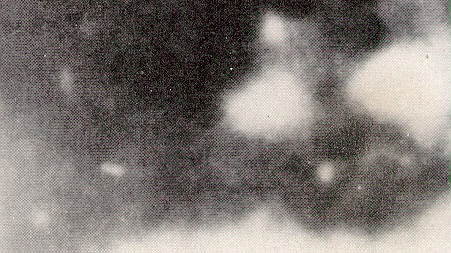
«Человек со значком» за парапетом колоннады (сильно увеличенный фрагмент снимка)
Мери Мурмен с фотоаппаратом (в центре) в фильме Запрудера, кадр № 300